# العلوانيون
السادة العلوانيون الحسينيون أسرة تنتسب إلى آل البيت رضي الله عنهم، ويعود نسبها إلى الشيخ علوان الحموي من مدينة حماة. انتشرت العائلة خلال عهد الخلافة العثمانية في كل من تركيا، والعراق (الموصل)، وسورية (القامشلي). تولّى عدد من أفرادها مشيخة الطريقة النقشبندية في مناطق جنوب شرق تركيا وشمال شرق سوريا.

مشجر نسب السادة الأشراف العلوانيين

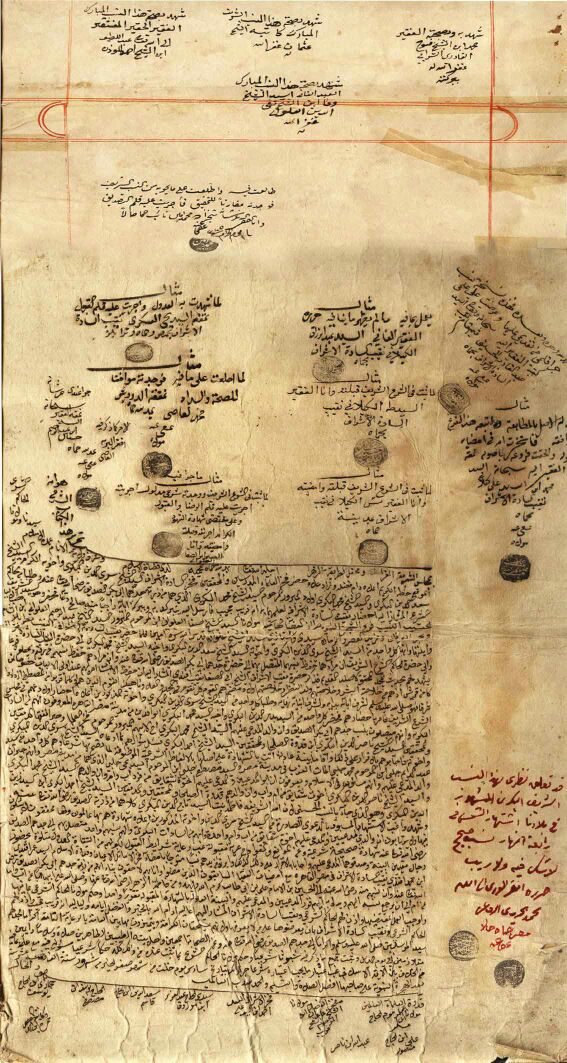
وثيقة صادرة من المحكمة الشرعية في بلاد الشام من شام شريف 1015 هج، نقيب السادة الاشراف الشيخ صفاء بن الشيخ العلامة عبدالرحيم العلواني

## السادة العلوانيون في عهد الخلافة العثمانية (1516م-1924م)
تعود بدايات الدور الديني والعلمي للعائلة العلوانية الحسينية في بلاد الشام إلى أوائل القرن السادس عشر الميلادي، بعد انتصار السلطان العثماني سليم الأول في معركة مرج دابق عام 1516م وتقدمه نحو دمشق. وخلال عبوره مدينة حماة، سأل السلطان عن أبرز علماء المدينة، فأُرشد إلى الشيخ علوان الحموي، أحد كبار علماءها في ذلك الوقت. فطلب منه السلطان تقديم مؤلف يتضمن النصح والتوجيه للدولة، فكتب الشيخ علوان رسالة بعنوان "النصائح المهمة للملوك والأئمة"، وأرسلها إلى السلطان بصحبة ابنه الشيخ سليم الحموي.
عُيِّن الشيخ سليم لاحقًا مدرسًا في الكلية العليا للعلوم الشرعية في بلدة طنزة الواقعة ضمن أراضي بوطان (وسط وشرقي الأناضول، تركيا الحالية)، حيث لعب دورًا مهمًا في التعليم والإرشاد الديني، وهو الدور الذي واصلته ذريته من بعده.
منذ ذلك الوقت، برز السادة العلوانيون الحسينيون كأحد أبرز البيوتات الدينية والعلمية، إذ تولوا مهام الإرشاد والتوجيه الديني، والتعليم الشرعي، وأسهموا في نشر الاستقرار الاجتماعي في المناطق التي استوطنوها، لا سيما منطقة بوطان. ونظرًا لمكانتهم بين العلماء، وتأثيرهم المجتمعي، استعان السلاطين العثمانيون و"الباب العالي" بمشورتهم في حل النزاعات العشائرية، وإصدار الفتاوى، كما حصل مع الشيخ حسين الأول عن الربا وكذلك الشيخ خالد مسؤولية الاختبار التعليمي، والجهادية، وكان آخرها حرب البلقان، مع الشيخ حسين شمس الدين الباصرتي، بطلب من السلطنة وشيخ الاسلام.
وقد تولت العائلة مشيخة الطريقة النقشبندية في جنوب شرق الأناضول وشمال بلاد الشام لعقود طويلة، مما كان له أثر بالغ في تعزيز دورها الديني والسياسي والاجتماعي حتى نهاية الحكم العثماني.
أُسست أول تكية للطريقة النقشبندية عام 1825م في قرية باصرت الواقعة في منطقة شرناق جنوب شرق تركيا، والمعروفة أيضًا باسم İnceler، التابعة لولاية سعرد، منطقة بوطان. (وفي عام 1832م أوقفت العائلة أرضًا في قرية عين الخضراء لصالح التكية، وتم تخصيص مواردها لدعم طلبة العلم الشرعي ونفقات التكية، بإشراف شيخ الطريقة الجالس على السجادة العلوانية في المحراب).

## الشيخ إبراهيم حقي العلواني
الشيخ إبراهيم حقي العلواني (1893-1963م) شيخ الطريقة النقشبندية في الجزيرة. نقل التكية من قرية حداد إلى قرية حلوة الشيخ وقام ببناء مسجد القرية عام 1937م، كما أنشأ مدرسة دينية لتعليم الفقه الشافعي وقراءة القرآن الكريم للطلبة وتخريج أئمة المساجد (الملالي) لتوزيعهم على قرى المنطقة، وقد تخرّج منها عدد من العلماء ورجال الدين الذين كان لهم حضور علمي وتأثير في المنطقة، ومنهم:
- الشيخ محمد زكي حقي (1916-1971م)
- الشيخ علوان حقي (1927–1991م)[5]
- الشيخ عدنان حقي (1931-2015م)[5][6][7]
- الشيخ محمد خاشع حقي (1938-2016م)[5]
- الشيخ عبد الله كلال حقي[5]
- الشيخ أحمد معاذ علوان حقي العلواني (1958م)[5][8]

صورة لمجموعة السادة العلويين الحسنيين الذين تسلّموا مشيخة الطريقة النق
شبندية.